# Napoleon III Bonaparte

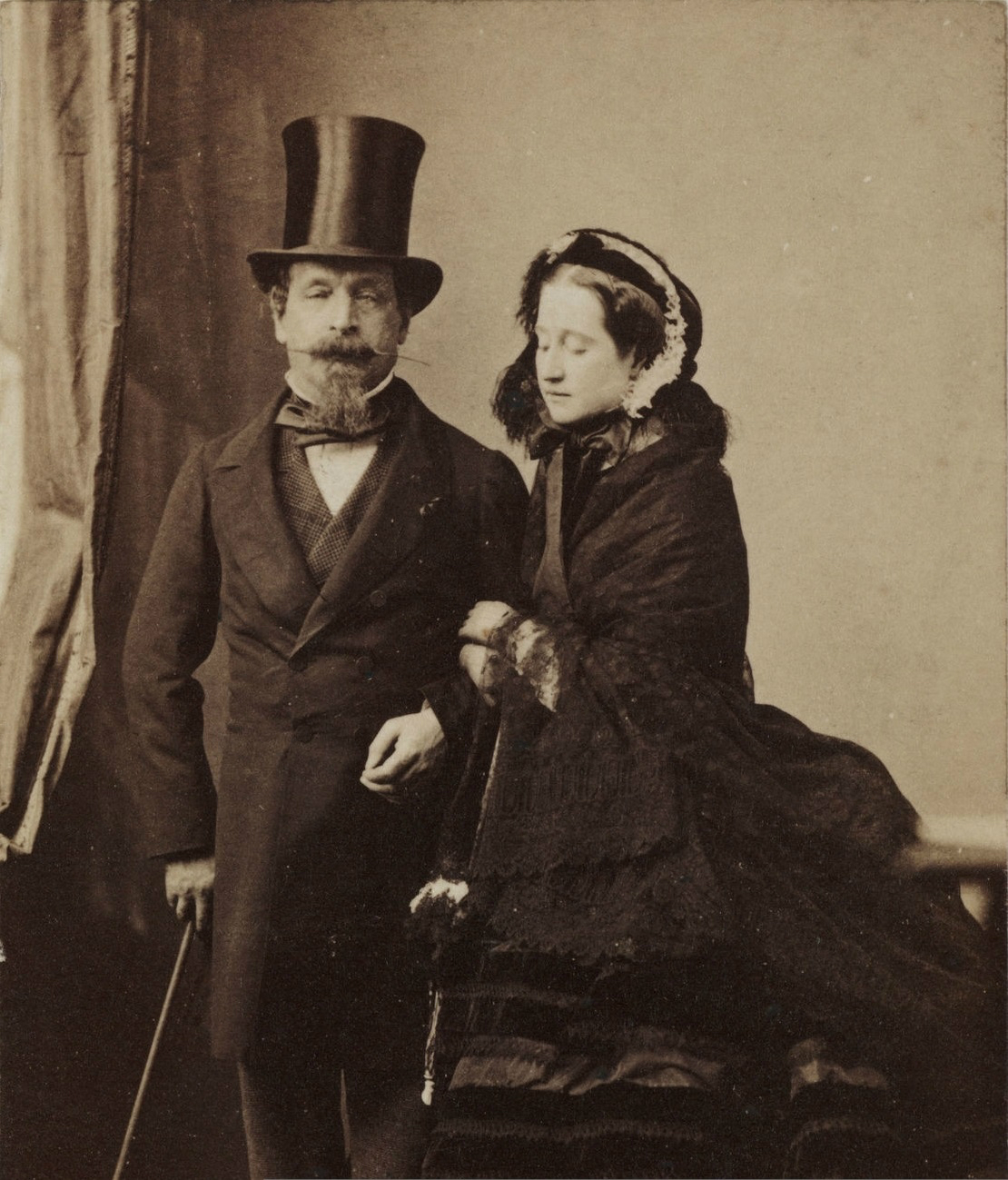
Napoleon III z żoną Eugenią

Karol Ludwik Napoleon Bonaparte, jako cesarz Napoleon III  (ur. 20 kwietnia 1808 w Paryżu, zm. 9 stycznia 1873 w Chislehurst) – prezydent Francji w latach 1848–1852, cesarz Francuzów (fr. Empereur des Français) w latach 1852–1870, francuski książę Andory w latach 1866–1870. Syn Ludwika, króla Holandii (brata Napoleona Bonaparte) i Hortensji de Beauharnais – córki Józefiny, z jej pierwszego małżeństwa z wicehrabią Beauharnais.

## Młodość i prezydentura
Król Ludwik XVIII wygnał edyktem z roku 1816 wszystkich Bonapartów z Francji, więc swą młodość Ludwik Napoleon przeżył w Niemczech i Szwajcarii – do końca życia mówił po francusku z wyraźnym niemieckim akcentem. Uczęszczał do liceum w Augsburgu, odpowiednik egzaminu maturalnego złożył w Konstancji. W roku 1830 wstąpił jako ochotnik do armii szwajcarskiej i uzyskał w 1834 r. stopień kapitana artylerii. W 1831 roku uczestniczył w antypapieskiej rewolucji w Państwie Kościelnym.
W latach 1836 (Strasburg) i 1840 (Boulogne-sur-Mer) próbował przejąć rządy we Francji w drodze zamachów stanu. Po pierwszej próbie król Ludwik Filip zgodził się na wyjazd Ludwika Napoleona do Stanów Zjednoczonych, po kolejnej został osadzony w twierdzy Ham, skąd w 1846 roku udało mu się zbiec do Anglii. Po rewolucji lutowej 1848 r. został wybrany do Zgromadzenia, a w grudniu został wybrany prezydentem II Republiki. W grudniu 1851 r. w drodze zamachu stanu prezydent uchylił konstytucję z 1848 r. i rozwiązał Zgromadzenie Prawodawcze. Stan ten został zatwierdzony przez plebiscyt przewagą ponad 7 milionów głosów przeciw sześciuset tysiącom. Nowa konstytucja, wzorująca się na konstytucji konsularnej z 1799 r., powierzyła Ludwikowi Napoleonowi funkcję prezydenta z dyktatorskim zakresem władzy na 10 lat i ustanowiła 3-izbowy parlament z Senatem, Radą Państwa i Ciałem Ustawodawczym. Jednak już 2 grudnia 1852 r, po uchwale Senatu i plebiscycie ludowym, którego wynik był podobny do poprzedniego, proklamował się dziedzicznym Cesarzem Francuzów z łaski Bożej i woli narodu, jako Napoleon III.

## II Cesarstwo

Herb II Cesarstwa Francuskiego

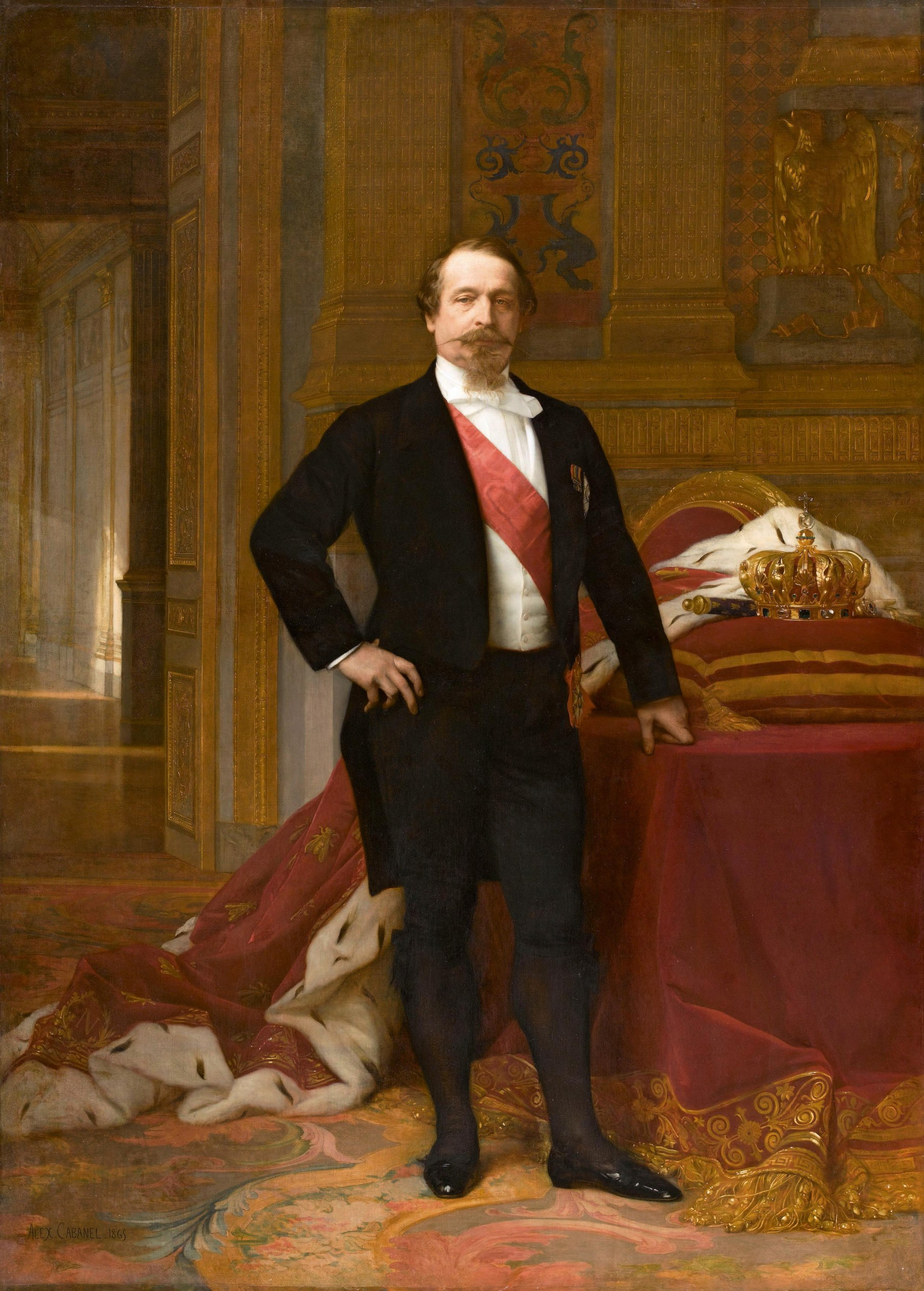
Napoleon III stoi obok insygniów koronacyjnych

Przez pierwszych osiem lat swego panowania cesarz Napoleon III rządził bardzo autorytarnie. Reżim swej władzy oparł na wojsku, policji, administracji i Kościele katolickim. Zmniejszone zostały uprawnienia Senatu i Rady Stanu, a opozycja republikańska i socjalistyczna poddane zostały represjom oraz osłabione aresztowaniami i banicją swych przywódców. Ograniczone zostały dotychczasowe republikańskie prawa obywatelskie, wprowadzono na powrót cenzurę publikacji i widowisk, zakaz strajków, do 1864 r. zakaz zrzeszania się robotników, rozwiązana została Gwardia Narodowa, usunięto symbole republikańskie.

### Wojna krymska i interwencja w Italii
29 stycznia 1853 roku Napoleon III poślubił hrabinę Eugenię de Montijo, z którą miał syna Ludwika Napoleona Eugeniusza, zwanego przez bonapartystów Napoleonem IV.
We wrześniu 1854 r. Francja wraz z Wielką Brytanią interweniowały w wojnie rosyjsko-tureckiej po stronie Turcji. Oba państwa obawiały się bowiem dalszego wzrostu potęgi Rosji po grożącym całkowitym rozbiciu przez nią imperium tureckiego. Interwencja polegała na dokonaniu dużego desantu wojskowego na Półwyspie Krymskim (wojna krymska). Rozegrały się tam ciężkie walki, z których sprzymierzeni wyszli zwycięsko. W traktacie pokojowym, zawartym w Paryżu w 1856 r., główne korzyści uzyskała Wielka Brytania, umacniając swą potęgę imperialną w basenie Morza Śródziemnego. Rosja została upokorzona, Imperium tureckie ocalone na dalszych kilkadziesiąt lat, a Francja straciła 100 tys. żołnierzy.

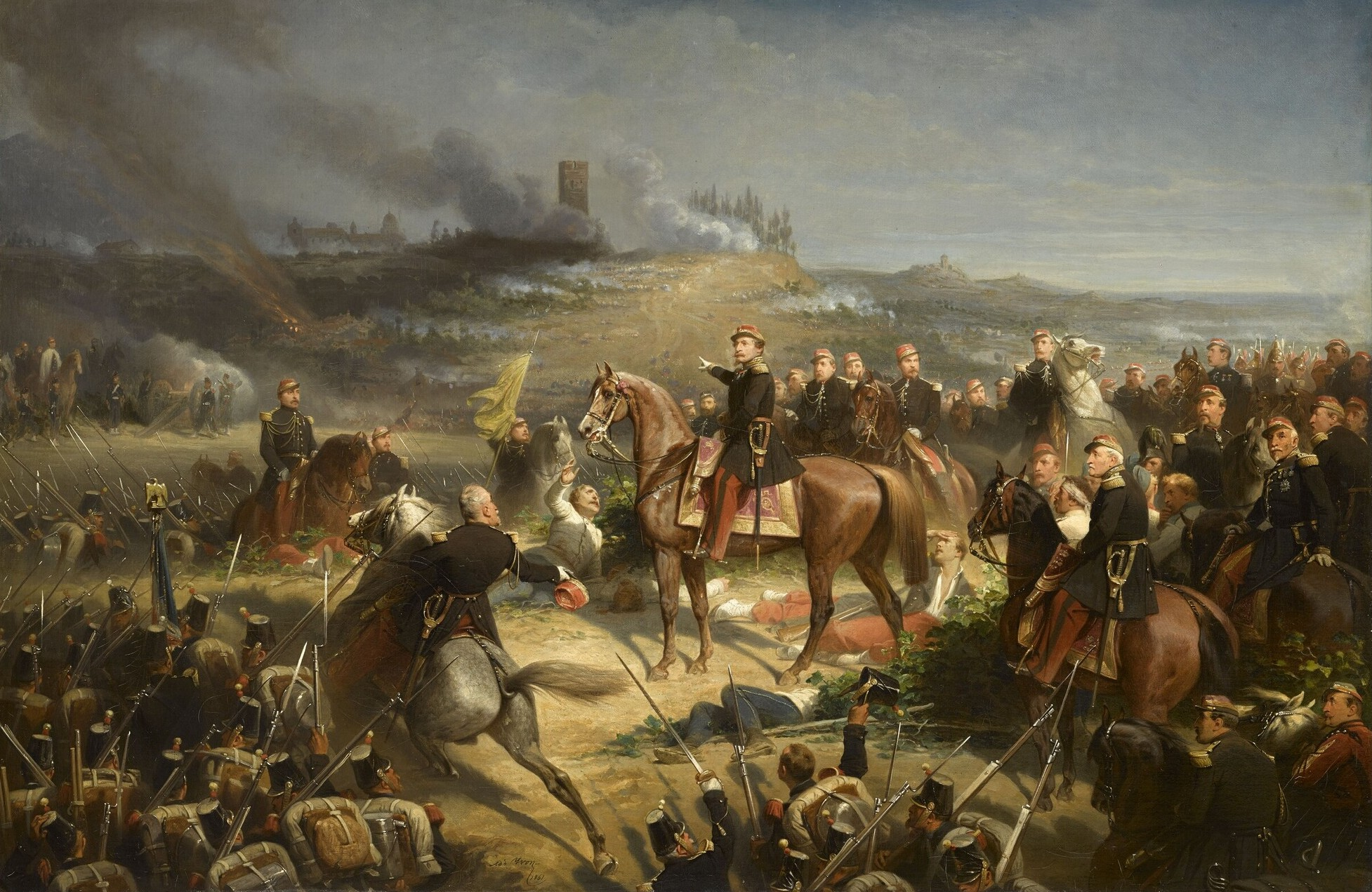
Napoleon III w bitwie pod Solferino

W latach 1853–1858 doszło do kilku prób zamachów na życie Napoleona III.
Większych korzyści mógł spodziewać się Napoleon III, gdy w 1859 r. poprowadził 100 tys. armię na pomoc Królestwu Sardynii (Piemontu), zaatakowanemu przez wojska austriackie. Zostały one pobite przez Francuzów pod Magentą (4 czerwca 1859) i Solferino (24 czerwca 1859) w Lombardii, po czym Napoleon III zawarł z Austrią rozejm, anektując prowincję lombardzką, a następnie wymieniając ją z Piemontem na przygraniczne tereny Sabaudii i Nicei. Klęska Austrii stała się asumptem do powstań narodowościowych w Toskanii, Parmie, Modenie i Państwie Kościelnym. Wszystkie te dotąd odrębne małe państwa przyłączyły się wraz z Królestwem Obojga Sycylii, ale bez Państwa Kościelnego, do Królestwa Sardynii (Piemontu), które uosabiało wówczas idee risorgimento, to jest wskrzeszenia jednego państwa włoskiego.

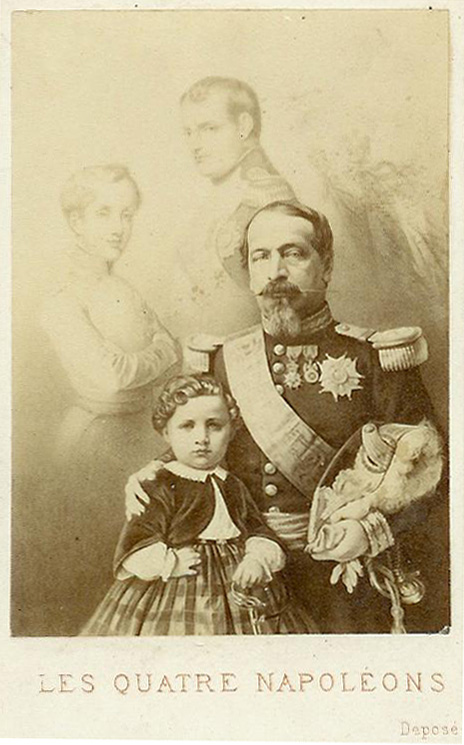
Czterech Napoleonów (fotomontaż, ok. 1858)

W wyniku zmian na mapie Italii, Państwo Kościelne zostało zmniejszone do Rzymu i przyległości (prowincja Lacjum), a świecka władza papieża mocno ograniczona. Stało się to powodem wielkiej krytyki Napoleona III przez biskupów, katolików francuskich i opozycji monarchistycznej. W rezultacie zastosował on represje wobec kleru, zamykając część gazet oraz stowarzyszeń katolickich i szkół zakonnych. Również burżuazja francuska, stanowiąca dotąd podporę władzy Cesarstwa, wystąpiła z krytyką Napoleona III za zawarcie liberalnego traktatu handlowego z Wielką Brytanią. W tej nowej sytuacji politycznej Napoleon III poczynił znaczne koncesje wobec opozycji republikańskiej. Ogłosił amnestię dla więźniów politycznych, rozszerzył uprawnienia parlamentu, przywódcy republikańscy mogli wrócić z wygnania do kraju, usankcjonowano prawnie strajki, upowszechniono bezpłatne szkoły podstawowe itp. Ta liberalizacja Cesarstwa uzyskała 83% poparcia w ogólnonarodowym plebiscycie.
Po wojnie włoskiej Francja nie miała już żadnych sukcesów w swej polityce zagranicznej w Europie. Gdy wybuchło powstanie styczniowe w Polsce 1863 r., Napoleon III nie mógł, mimo pierwotnych obietnic, przyjść z pomocą Polakom, gdyż utrzymywał wtedy dobre stosunki z Rosją. Zaskoczony został zaborem duńskiego Szlezwiku przez Prusy, a następnie pokonaniem przez nie Austrii. Prusy Bismarcka po zdominowaniu Związku Niemieckiego stały się też dużym zagrożeniem dla Francji.

### Zdobycze kolonialne
Za to w polityce kolonialnej Francuzi mogli odnotować wiele sukcesów. W północnej Afryce utwierdzili swe rządy w Algierii i opanowali Maroko oraz Tunis, zaś w środkowej – terytoria Senegalu, Gwinei, Dahomeju, Gabonu i Wybrzeża Kości Słoniowej, natomiast na Oceanie Indyjskim wyspę Madagaskar. Również w Egipcie umocniły się wpływy francuskie, czego przejawem była budowa przez francuskiego inżyniera Ferdynanda Lessepsa, kuzyna cesarzowej Eugenii, Kanału Sueskiego, oddanego do użytku w 1869 r. Na Bliskim Wschodzie francuski korpus ekspedycyjny zajął Syrię, a w Indochinach terytoria Annamu i Kambodży. W Chinach wspólna wyprawa wojskowa Francji i Anglii umocniła przywileje handlowe tychże w tym wielkim państwie. Jedyną porażką w ekspansji zamorskiej II Cesarstwa była przegrana wojna o uzależnienie Meksyku, a to w wyniku wsparcia Meksykanów przez Stany Zjednoczone Ameryki.

### Czasy świetności
Prawie przez cały czas istnienia II Cesarstwa francuskiego, gospodarka kraju rozwijała się względnie intensywnie, stymulowana zwłaszcza rozwojem przemysłu. Najbardziej rozbudowały się przemysły tekstylny i ciężki. Burzliwie rozwijał się transport, dzięki budowie w całym kraju linii kolejowych, które liczyły w 1870 r. już 24 tys. kilometrów. Także marynarka handlowa Francji stała się potęgą, drugą po angielskiej. Również rolnictwo, mimo swego rozdrobnienia (w 1900 r. było 1,5 miliona gospodarstw), notowało stały, choć niewielki, wzrost swej produkcji. Przebudowane i rozbudowane zostały duże miasta: Paryż, Lyon, Marsylia. Otrzymały one oświetlenie gazowe, wodociągi, kanalizację, autobusy konne. Zaczęto stosować konstrukcje stalowe w budownictwie dworców kolejowych, hal targowych, mostów. W Paryżu wyburzono i przebudowano kilka dzielnic pod kierownictwem barona Haussmanna. Zaplanował on szerokie aleje, bulwary i place gwiaździste na głównych skrzyżowaniach ulicznych, a to w celu umożliwienia dalekiego ostrzału artyleryjskiego oraz wprowadzania kolumn żołnierzy na wypadek rozruchów i walk ulicznych. Miasto wzbogaciło się o tysiące nowych budowli, fortyfikacje, gmach wielkiej opery.
Dużą rolę w rozwoju gospodarczym odgrywały banki i nowe formy obrotu kapitałowego: akcje, obligacje, papiery państwowe. Rozrastały się administracja ogólna i komunalna, poczta, szkolnictwo, policja, a praca w administracji pozwalała na lepszy zarobek, niż otrzymywali robotnicy przemysłowi. Przy czym ci ostatni pracowali 11–12 godzin na dobę, bez zabezpieczenia na starość, lub na wypadek inwalidztwa, ich warunki mieszkaniowe były nędzne, wzrost płac bardzo powolny. Toteż mnożyły się strajki i inne spontaniczne formy protestów robotniczych, szczególne ich natężenie przypadało na ostatnie lata II Cesarstwa.
Do zasług Napoleona III należy także popieranie i finansowanie budowy Kanału Sueskiego, (1869) przeprowadzonej przez Ferdynanda de Lessepsa, kuzyna cesarzowej Eugenii (matka Lessepsa, Hiszpanka, była ciotką Manueli de Montijo, matki Eugenii).

### Cesarstwo liberalne
Pod wpływem kuzynów Aleksandra Walewskiego i księcia Napoleona – obaj mieli poglądy demokratyczne – Napoleon III zdecydował się po roku 1860 zliberalizować swój system rządzenia. Parlament otrzymał więcej uprawnień, m.in. prawo interpelacji (1867) i inicjatywy ustawodawczej (1869); debaty parlamentarne, dotychczas nieznane ogółowi, były publikowane w „Monitorze”. W roku 1864 robotnicy otrzymali prawo tworzenia związków zawodowych. Ostatnie referendum ery Napoleona III w roku 1870 zatwierdziło – ponownie większością głosów – te wszystkie reformy. Tron Bonapartów wydawał się spoczywać na solidnym fundamencie, ale władza cesarska osłabła. Pięć miesięcy po bitwie pod Sadową tylko Napoleon III widział niebezpieczeństwo grożące ze strony Prus i zażądał zgody parlamentu na podwyższenie stanu liczebnego wojska na 1.200.000, tyle samo, ile miały Prusy, ale i partia republikańska z Favre’m i Thiersem na czele, i konserwatywna wyraziły sprzeciw, uważając, że Francja łatwo zwycięży Prusy. Prawo decyzji nie należało już wyłącznie do cesarza.

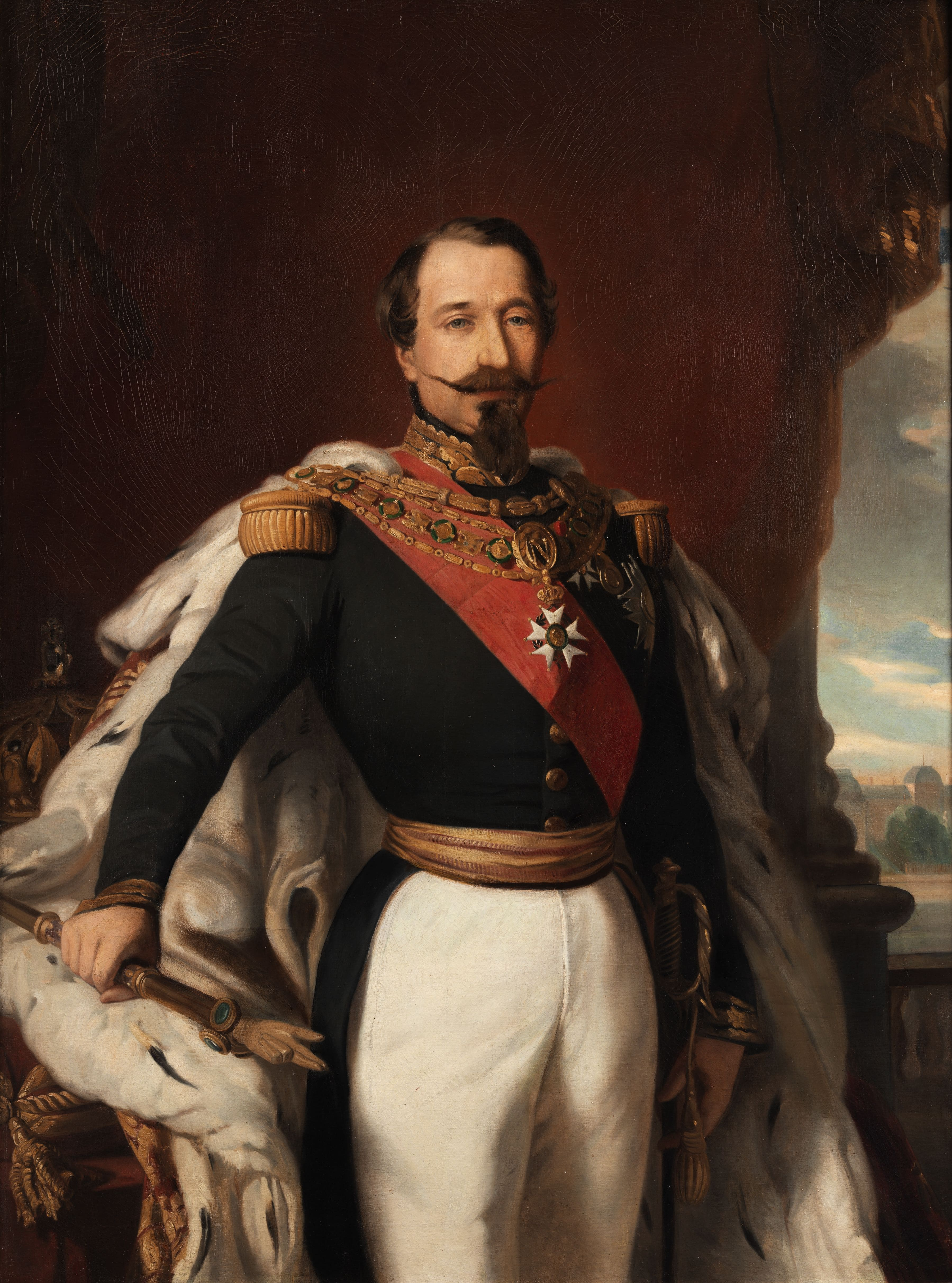
Portret cesarza Napoleona III w stroju koronacyjnym

### Wojna francusko-niemiecka

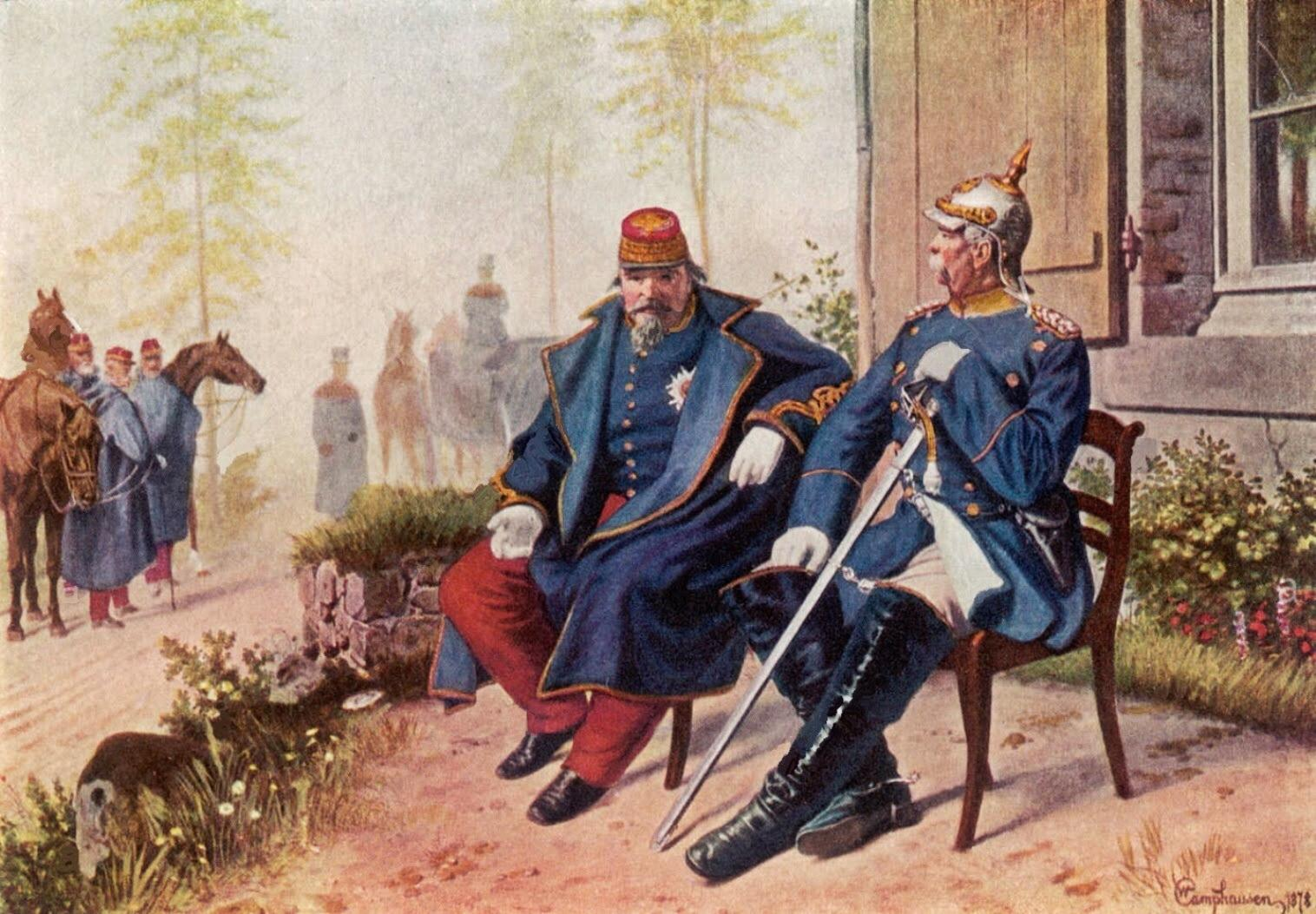
Jeniec wojenny Napoleon III w rozmowie z Bismarckiem

W lipcu 1870 r. rząd francuski, sprowokowany propozycjami obsadzenia tronu hiszpańskiego przez członka pruskiej dynastii Hohenzollernów, wypowiedział Prusom wojnę (wojna francusko-pruska 1870–1871). Napoleon, choć od początku konfliktu politycznego z Prusami przeciwny wojnie, popełnił ten sam błąd co 45 lat później car Mikołaj II – objął naczelne dowództwo armii, nie posiadając ku temu kwalifikacji. Premier pruski Bismarck, kanclerz Związku Północnoniemieckiego, tylko na to czekał. Wykorzystując transport kolejowy, szybko przerzucił swą, zmobilizowaną wcześniej, 500-tysięczną armię do Alzacji, atakując graniczne twierdze francuskie. Do września wojska pruskie i innych państw sprzymierzonych zdobyły Sedan, biorąc do niewoli 100 tys. żołnierzy francuskich i samego cesarza. Kapitulacja Napoleona III i poddanie przez niego swej armii Prusom, wywołały szok i oburzenie części Francuzów. W wielkich miastach z Paryżem na czele żądano likwidacji Cesarstwa, przywrócenia rządów republikańskich i kontynuowania wojny z Prusami. Tak też się stało. 4 września 1870 r. ogłoszono powstanie III Republiki i Rządu Obrony Narodowej, na którego czele stanął umiarkowany republikanin Léon Gambetta.

## Ostatnie lata
Napoleon III, po ogłoszeniu III Republiki we wrześniu 1870 r. (oficjalna detronizacja nastąpiła 1 marca 1871 r.) i po zakończeniu wojny z Prusami oraz powrocie z niewoli w Kassel, emigrował do Anglii, gdzie osiedlił się w pałacyku Camden House (dziś: siedziba klubu golfowego) w Chislehurst w hrabstwie Kent (dziś: część Londynu, dystrykt Bromley). Zmarł tam w 1873 r. po nieudanej operacji na kamicę nerkową i został pochowany w miejscowym kościółku katolickim St. Mary’s. Na pogrzeb przybyło około 100 tys. ludzi, wśród nich wiele delegacji prostych robotników i rzemieślników z Francji. Przyjechała także m.in. królowa Wiktoria z synem Edwardem. Eugenia wybudowała później mauzoleum cesarskie w Farnborough, gdzie przeniosła zwłoki męża i jedynego syna. Przeżyła Napoleona III aż o 47 lat i zmarła w wieku 94 lat w 1920 roku.

## Człowiek

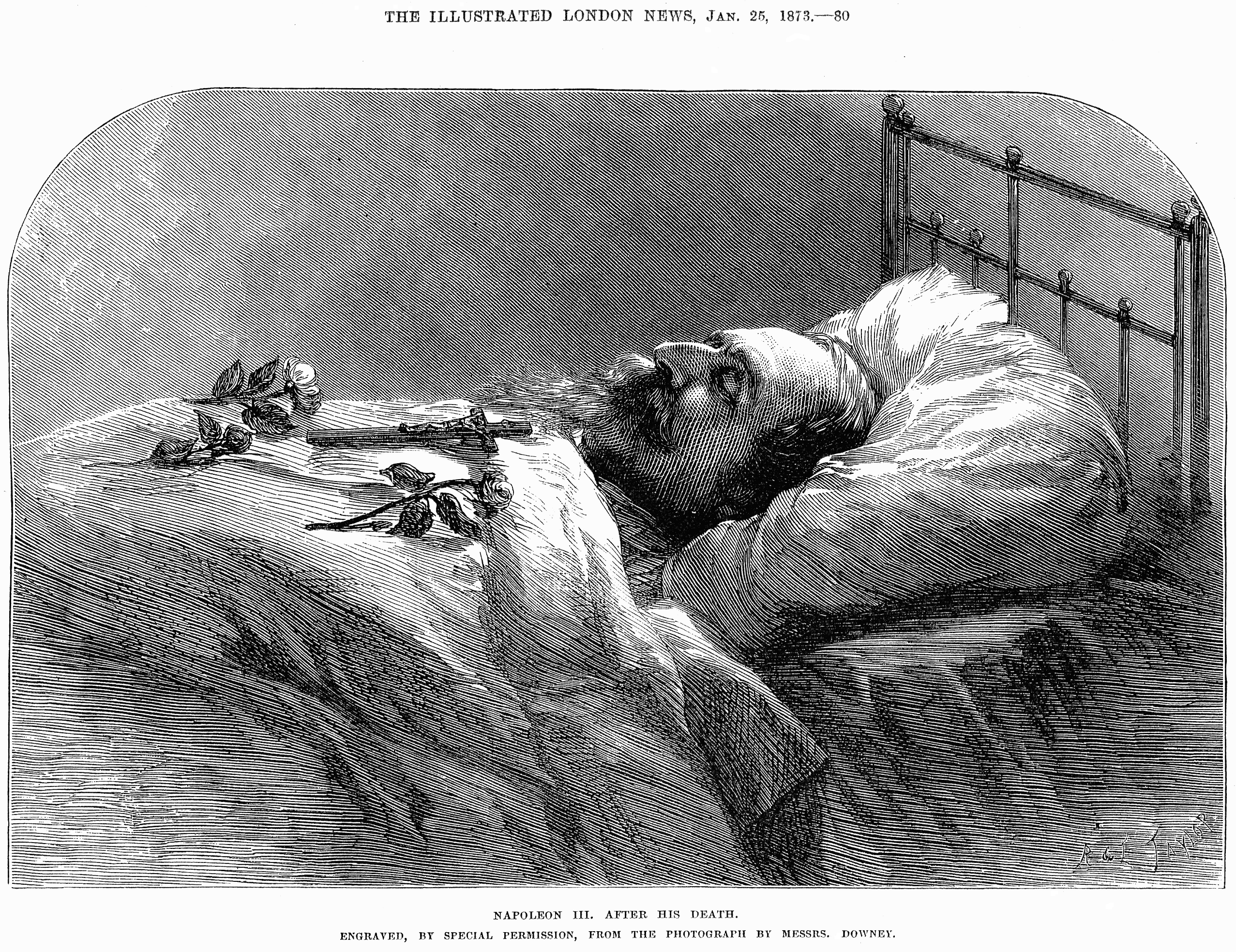
Napoleon III po śmierci

Napoleon III, w przeciwieństwie do wielu Bonapartów, miał krótkie nogi, wielką głowę i bladą cerę. Jego ociężałe powieki były najczęściej na wpół zamknięte, co sprawiało wrażenie, że zawsze drzemie. Miał urok osobisty, dzięki czemu cieszył się powodzeniem u kobiet. Jego żona Eugenia cierpiała na oziębłość seksualną czego skutkiem były częste i krótkie romanse Napoleona III. Z natury był cichy, spokojny, zawsze opanowany (w chwilach napięcia nerwowego podkręcał wąsa lub puszczał młynka palcem), o dobrym charakterze oraz szczodrobliwy. W czasach sukcesów był uwielbiany przez lud francuski bardziej niż poprzedni monarchowie Francji. Był przywiązany do rodziny, chociaż trudności mu sprawiał jego kuzyn książę Napoleon do którego nigdy nie stracił uczuć, a w przeszłości udzielał mu korepetycji z matematyki i geografii w zamku Arenenberg, szwajcarskiej posiadłości królowej Hortensji. Okazywał miłość wobec swojego syna i mówiono, że Napoleon postępuje jak matka, a Eugenia jak ojciec. Ostatni list matki do końca życia nosił przy sobie. Odznaczał się wytrzymałością na ból fizyczny. Był ciężko chory na kamicę nerkową, a mimo tego potrafił w czasie parad wojskowych wytrzymać bez ruchu i jednego grymasu przez cztery godziny na końskim grzbiecie. Posiadał wiedzę historyczną i napisał monumentalną Historię Juliusza Cezara w dwóch częściach z atlasem. Przez prawie 100 lat był przedstawiany w złym świetle przez skrajnych republikanów z Wiktorem Hugo na czele. Natomiast dzisiaj jest widziany przez wielu historyków jako najlepszy francuski władca od czasów Henryka IV.
Ernest Renan opisał go w następujący sposób (cytat z Jadwigi Dackiewicz, zob. Bibliografia): Natura głęboka, marzycielska, pełna wiecznego zakłopotania, ale mocna i uparta, niezdolna pozbyć się własnej idée fixe, niezdolna też do zaakceptowania czegokolwiek z zewnątrz, jeśli powolny, mętny tok jego myśli nie pochwycił tego sam. Miał niezachwianą wolę wierzącego i brak zręczności uparciucha... Zamknięty na podobieństwo somnambulika w fantastycznym świecie, nawiedzany pewnego rodzaju halucynacją, fascynacją ducha Napoleona.

### Pochodzenie
Wobec ojcowstwa Ludwika Bonapartego istniały wątpliwości. Niektórzy historycy twierdzili, że ojcem Napoleona III był poseł holenderski baron van Heulle. Część historyków uważała, że był nim hrabia de Flahaut – nieślubny syn Talleyranda. Najprawdopodobniej jednak Napoleon był synem Ludwika na co wskazuje jego budowa ciała – krótkie nogi, potężna klatka piersiowa, blada cera - podobnie jak u Napoleona I.

### Rehabilitacja Napoleona III
W roku 1969 powstało w Paryżu towarzystwo naukowe Académie du Second Empire pod przewodnictwem Alaina Boumiera, które postawiło sobie za cel „zwrócić Drugiemu Cesarstwu należne mu zaszczytne miejsce w historii Francji”. W 1993 z Towarzystwa wyłonił się „Narodowy Komitet Odbudowy Tuilerii”, który pragnie zrekonstruować pałac Les Tuileries w takim stanie, w jakim był za Napoleona III.
W grudniu 2007 Christian Estrosi, sekretarz stanu w kancelarii Prezydenta Francji, Nicolasa Sarkozy’ego, złożył wieniec w mauzoleum cesarskim w Farnborough i zadeklarował w wywiadzie dla „Le Figaro”, że zamierza sprowadzić prochy cesarskie do Francji. Okazało się jednak, że sprowadzenie prochów nie było możliwe, gdyż cesarzowa Eugenia zastrzegła w swym testamencie, że prochy jej i rodziny mają na zawsze pozostać w opactwie Farnborough.

## Prace Napoleona III
- Napoléon-Louis Bonaparte, Manuel d’artillerie à l’usage des officiers d’artillerie de la République helvétique, 1836
- Napoléon-Louis Bonaparte, Des Idées napoléoniennes, 1839
- Napoléon-Louis Bonaparte, Extinction du paupérisme, 1844
- Napoléon-Louis Bonaparte, Canal of Nicaragua, or a Project to connect the Atlantic and Pacific oceans by means of a canal, 1846
- Napoléon III, Histoire de Jules César, I-II, Paris 1862